# Chamaecrista nigricans
Chamaecrista nigricans là một loài thực vật có hoa trong họ Đậu. Loài này được (Vahl) Greene miêu tả khoa học đầu tiên.